# Protarchus antiquus
Protarchus antiquus är en stekelart som beskrevs av Statz 1936. Protarchus antiquus ingår i släktet Protarchus och familjen brokparasitsteklar. Inga underarter finns listade i Catalogue of Life.